# Moraea knersvlaktensis
Moraea knersvlaktensis är en irisväxtart som beskrevs av Peter Goldblatt. Moraea knersvlaktensis ingår i släktet Moraea och familjen irisväxter. Inga underarter finns listade i Catalogue of Life.